# 金相姬
金相姬（：／ Kim Sang-hee，1954年5月18日—），大韓民國自由派政治人物，第18~21屆韩国国会議員，曾擔任國會副議長。